# 科内利乌-普罗科皮乌
科内利乌-普罗科皮乌是巴西巴拉那州的一个市镇。总面积625平方公里，总人口48427人，人口密度77.5人/平方公里。